# Madonna Dreyfus
Madonna Dreyfus este o pictură realizată în jurul anului 1469. Pictura i-a fost atribuită lui Leonardo da Vinci, Andrea del Verrochio și lui Lorenzo di Credi.